# Alejandro Casona
Alejandro Rodríguez Álvarez (Besullo, Cangas del Narcea, Asturias, 23 de marzo de 1903-Madrid, 17 de septiembre de 1965), conocido como Alejandro Casona, fue un dramaturgo y maestro español de la generación del 27.
Su producción dramática, emparentada con el «teatro poético» surgido del modernismo de Rubén Darío, guarda cierto paralelismo con la de Federico García Lorca, si bien su poética tiene el regusto amargo de la supervivencia.
En sus propias palabras:

Tenía que escribir el teatro del amor, del odio, de la venganza (....) Se me puede acusar, con razón, de estar desligado del dato contingente, pero no del hombre.
Alejandro Casona

## Biografía
Alejandro Casona nació en Besullo, una aldea montañesca asturiana, nieto de un herrero, hijo de Faustina Álvarez García y Gabino Rodríguez Álvarez, ambos maestros. Su único juguete en la infancia fue un castaño (la "Castañalona"). Los traslados constantes de sus padres le llevaron a Villaviciosa y Gijón, donde descubrió el mar y empezó el bachillerato. Su adolescencia y mocedad transcurrieron en Palencia y Murcia. En Murcia, estudió en la Escuela Normal de Magisterio, en la Facultad de Filosofía y Letras y en el Conservatorio de Música y Declamación. También se inició como obrero en una carpintería y, tras una escapada con su amigo Antonio Martínez Ferrer como aprendices de cómicos de la legua, trabajó de actor en la compañía de Josefino Díaz y Manuela Collado.
En 1922 entró en la Escuela de Estudios Superiores de Magisterio de Madrid, y cuatro años después obtuvo el título de Inspector de Primera Enseñanza, ganando plaza en el Valle de Arán (1928), donde llegó a poner en marcha un grupo de teatro infantil con el nombre de El pájaro pinto. En octubre de ese año, se casó en San Sebastián con Rosalía Martín Bravo, compañera de estudios en Madrid. El joven matrimonio se instaló en el pueblo de Lés, provincia de Lérida, donde nació, en 1930, su única hija, Marta Isabel, y permanecieron hasta febrero de 1931. En ese periodo, Casona adaptó El crimen de Lord Arturo de Wilde, que fue estrenada en 1929 en Zaragoza por la compañía de Rafael Rivelles y María Fernanda Ladrón de Guevara, y en la que por primera vez aparecía en cartel el seudónimo Alejandro Casona (en honor a la "casona del maestro" de su pueblo natal, Besullo).
Su vocación didáctica, inspirada en el ideario de la Institución Libre de Enseñanza, le valió ser nombrado por Manuel Bartolomé Cossío (presidente del Patronato de las Misiones Pedagógicas creadas durante la Segunda República Española) director, junto con el músico Eduardo Martínez Torner del Teatro ambulante o Coro y Teatro del Pueblo. Este grupo, de 1932 a 1935,  recorrió gran parte de la España profunda llevando a escena piezas breves del teatro clásico español. Para este proyecto el propio Casona escribió versiones dramáticas de cuentos y relatos famosos de la literatura española como Sancho Panza en la Ínsula y Entremés del mancebo que casó con mujer brava. También adaptó al teatro obras representativas de la literatura mundial, tanto para adultos como para niños y jóvenes.

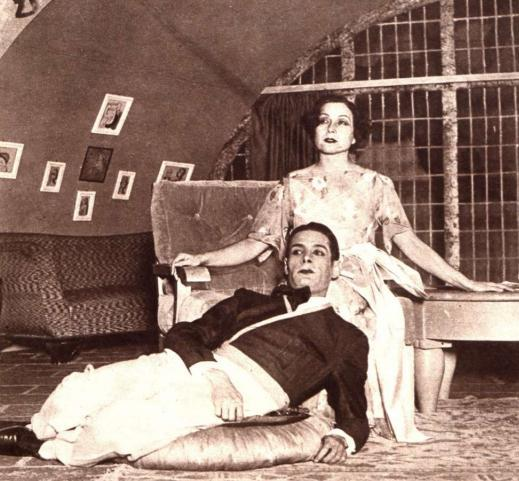
Foto del reportaje aparecido en el número 229 de la revista Crónica de Madrid, en 1934, tras el estreno en el Teatro Español de La sirena varada, en la que aparece la intérprete principal, Margarita Xirgú, y Pedro López Lagar.

En 1932, consiguió el Premio Nacional de Literatura por Flor de leyendas, una colección de lecturas para jóvenes, ilustrada por Rivero Gil. Al año siguiente se le concede el premio Lope de Vega del Ayuntamiento de Madrid. Con tal espaldarazo, consiguió poner en escena por fin una de sus principales creaciones: La sirena varada, pieza antinaturalista, definidora ya de su estilo poético a la par que misterioso ("misterioso a la asturiana", como escribió Max Aub al hablar de él). La obra fue estrenada el 17 de marzo de 1934 en el Teatro Español por la compañía de Enrique Borrás y Margarita Xirgu.
Sin embargo, el estallido de la guerra civil española rompió toda expectativa de futuro para Casona. Su compromiso con el gobierno de la República fue firme, pero pronto se dio cuenta de que la guerra iba para largo. Estuvo en un hospital de Madrid montando representaciones para heridos de guerra con el Teatro del Pueblo y dando alguna conferencia sobre teatro en Valencia antes de dejar España en febrero de 1937, con la compañía de Pepita Díaz y Manuel Collado Montes.

### 1937-1962
Exiliado en un principio en México, tras un éxodo por Costa Rica, Venezuela, Perú, Colombia y Cuba, se estableció finalmente en Buenos Aires, Argentina, en 1939. Fuera de España estrenó el cuerpo central de su obra, en el que Casona desarrolló en profundidad su estilo teatral, movido siempre por lo que en palabras de Genoveva Dieterich podría definirse como «... el conflicto entre la realidad y la fantasía, la evasión a un mundo poético mejor, la búsqueda de la felicidad, la fuerza redentora del amor, la realidad del sueño...». De ese periodo son, entre otras: Prohibido suicidarse en primavera, La dama del alba, La barca sin pescador, Los árboles mueren de pie, La tercera palabra o La casa de los siete balcones.

### 1962-1965
Regresó a España en 1962, donde estrenó con éxito de público y gran alboroto crítico lo mejor de su producción. Aceptado y en cierto modo utilizado por la política aperturista del último franquismo, Casona fue, sin embargo, rechazado por la crítica más joven que lo tildó de trasnochado y conservador. Uno de sus grandes verdugos fue la revista Primer Acto; entre las demoledoras críticas, quizá las más reflexivas fueron las de su director José Monleón, recogidas y revisadas años después en Treinta años de teatro de la derecha (1971).
Discutido por unos y consagrado por otros, Casona puso en escena su última obra, un retrato de Francisco de Quevedo, titulada El caballero de las espuelas de oro en 1964, con una excelente interpretación de José María Rodero. Murió el 17 de septiembre de 1965 en Madrid.

## Obras

### Colecciones
- Obras completas de Alejandro Casona, Madrid, Aguilar, 1969.
- Teatro selecto, Madrid, 1973.

### Narraciones
- Flor de leyendas, Madrid.

### Los dramas
- La sirena varada, Madrid, 1934.[10]
- El misterio del María Celeste, Valencia, 1935.
- Otra vez el diablo, Madrid, 1935.
- El mancebo que casó con mujer brava, Madrid, 1935.
- Nuestra Natacha, Barcelona, 1935.
- Prohibido suicidarse en primavera, México, 1937.
- Romance en tres noches, Caracas, 1938.
- Sinfonía inacabada, Montevideo, 1940.
- Pinocho y la Infantina Blancaflor, Buenos Aires, 1940.
- La vida dramática de Marie Curie, Escrita en colaboración con Francisco Madrid[11] Buenos Aires, 1940.
- Las tres perfectas casadas, Buenos Aires, 1941.
- La dama del alba, Buenos Aires, 1944.
- La barca sin pescador, Buenos Aires, 1945.
- La molinera de Arcos, Buenos Aires, 1947.
- Sancho Panza en la Ínsula, Buenos Aires, 1947.
- Los árboles mueren de pie, Buenos Aires, 1949.
- La llave en el desván, Buenos Aires, 1951.
- A Belén pastores, Montevideo, 1951.
- Siete gritos en el mar, Buenos Aires, 1952.
- La tercera palabra, Buenos Aires, 1953.
- Corona de amor y muerte, Buenos Aires, 1955.
- La casa de los siete balcones, Buenos Aires, 1957.
- Carta de una desconocida, Porto Alegre, 1957.
- Tres diamantes y una mujer, Buenos Aires, 1961.
- Carta de amor de una monja portuguesa, Buenos Aires, 1962.
- El caballero de las espuelas de oro, Puertollano, 1962.
- Don Rodrigo, libreto para una ópera de Alberto Ginastera.

### Guiones
- Veinte años y una noche, 1941. Establecimientos Filmadores Argentinos.
- En el viejo Buenos Aires, 1941. Estudios San Miguel.
- La maestrita de los obreros, 1941. Establecimientos Filmadores Argentinos.
- Concierto de almas, 1942. Estudios San Miguel.
- Cuando florezca el naranjo, 1942. Estudios San Miguel.
- Ceniza al viento, 1942. Estudios Baires.
- Casa de muñecas, 1943. Estudios San Miguel.
- Nuestra Natacha, 1936 (versión española), 1943 (versión brasileña) y 1944 (Estudios San Miguel).
- María Celeste, 1944. Argentina Sono Film.
- La pródiga, 1945. Estudios San Miguel.
- Le fruit mordu, 1945. Film Andes S.A. (coproducción de Francia y Chile).
- Milagro de amor, 1946. Estudios San Miguel.
- El que recibe las bofetadas, 1947. Producciones Ática.
- El extraño caso de la mujer asesinada, 1949. Estudios San Miguel.
- La barca sin pescador, 1950 (versión argentina, Producciones Emelco) y 1964 (versión española)
- Romance en tres noches, 1950. Producciones Bedoya.
- Los árboles mueren de pie, 1951. Estudios San Miguel.
- Si muero antes de despertar, 1951. Estudios San Miguel.
- No abras nunca esa puerta, 1952. Estudios San Miguel.
- Un ángel sin pudor, 1953. Film Andes S.A..
- Siete gritos en el mar, 1954. Productora General Belgrano.
- La cigüeña dijo ¡Sí!, 1955. Productora General Belgrano.

### Producciones
- Marie Curie, coescrita con Francisco Madrid; La Habana, 1940.
- El anzuelo de Fenisa, de Lope de Vega, Buenos Aires, 1957.
- El burlador de Sevilla, de Tirso de Molina, Buenos Aires, 1961.
- Peribañez y el Comendador de Ocaña, de Lope de Vega, Buenos Aires, 1962.
- La Celestina, de Fernando de Rojas, Granada, 1965.
- El sueño de una noche de verano, de Shakespeare, Buenos Aires, 1960.
- Ricardo III, de Shakespeare.
- Fuenteovejuna, de Lope de Vega.
- El amor de los cuatro coroneles, de Peter Ustinov.
- Retablo jovial, piezas breves escritas para el Teatro ambulante, Mérida, 1967.
- Farsa y justicia del corregidor, Valencia, 1970.

### Poesía
- El peregrino de la barba florida, poemario, 1920.
- La flauta del sapo, poemario, 1930.

### Ensayos
- El diablo en la literatura y en el arte, trabajo de fin de estudios, 1926.
- El diablo. Su valor literario principalmente en España.
- Vida de Francisco Pizarro, biografía.
- Las mujeres de Lope de Vega, vida y teatro.

### Teatro para niños
- El lindo don Gato.
- ¡A Belén, pastores!
- Pinocho y la infanta Blancaflor
- El hijo de Pinocho.